# Manuel Espino

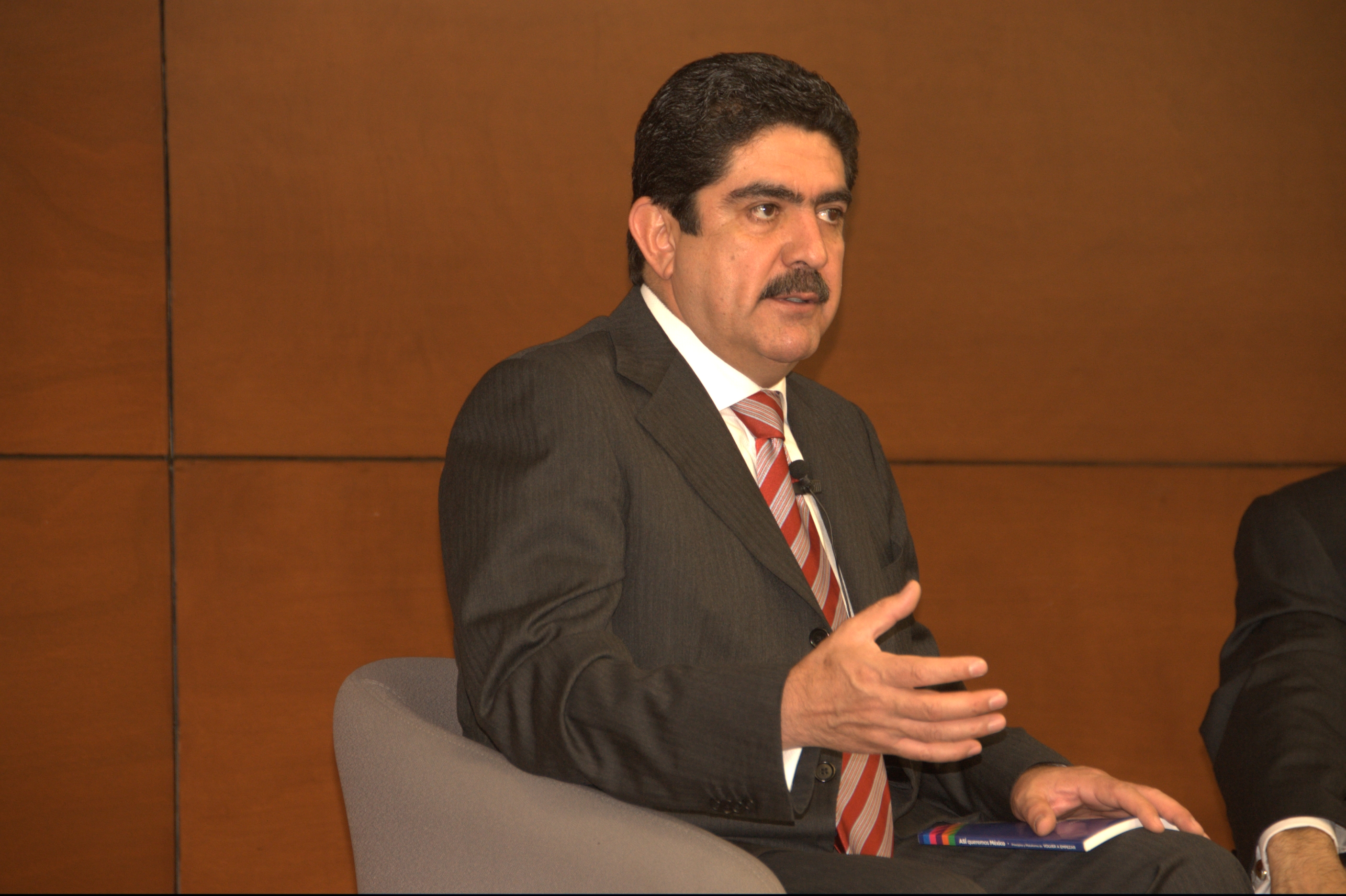
Manuel Espino

Manuel de Jesús Espino Barrientos (Victoria de Durango, 29 november 1959) is een Mexicaans politicus. In 2024 werd hij kamerlid voor Morena. Voordien was hij landelijk voorzitter van de Nationale Actiepartij (PAN, 2007-2009) en kamerlid voor de Partij van de Burgerbeweging (2015-2018).

## Biografie
Espino is afgestudeerd in bedrijfsadministratie aan de Universiteit van het Noordwesten. Hij werd lid van de PAN in 1978. Hij heeft verschillende functies bekleed, waaronder die van burgemeester van Ciudad Juárez, en afgevaardigde van 1994 tot 1997. Van 2005 tot 2007 was hij voorzitter van de PAN.
In 2010, na een interne machtsstrijd, werd hij geschorst door de PAN, officieel omdat hij misbruik zou hebben gemaakt van de interne vrijheid van meningsuiting. In 2012 sloot hij zich aan bij de Institutioneel Revolutionaire Partij (PRI). In 2015 stapte hij over naar de Partij van de Burgerbeweging en werd kamerlid. In 2021 verruilde hij deze partij voor Morena en werd in 2024 opnieuw kamerlid.
- Gemeinsame Normdatei: 1057676616
- Virtual International Authority File: 310661423
- WorldCat: E39PBJbxyR6bqycqTFFJmWM9Dq